# Teatre infantil

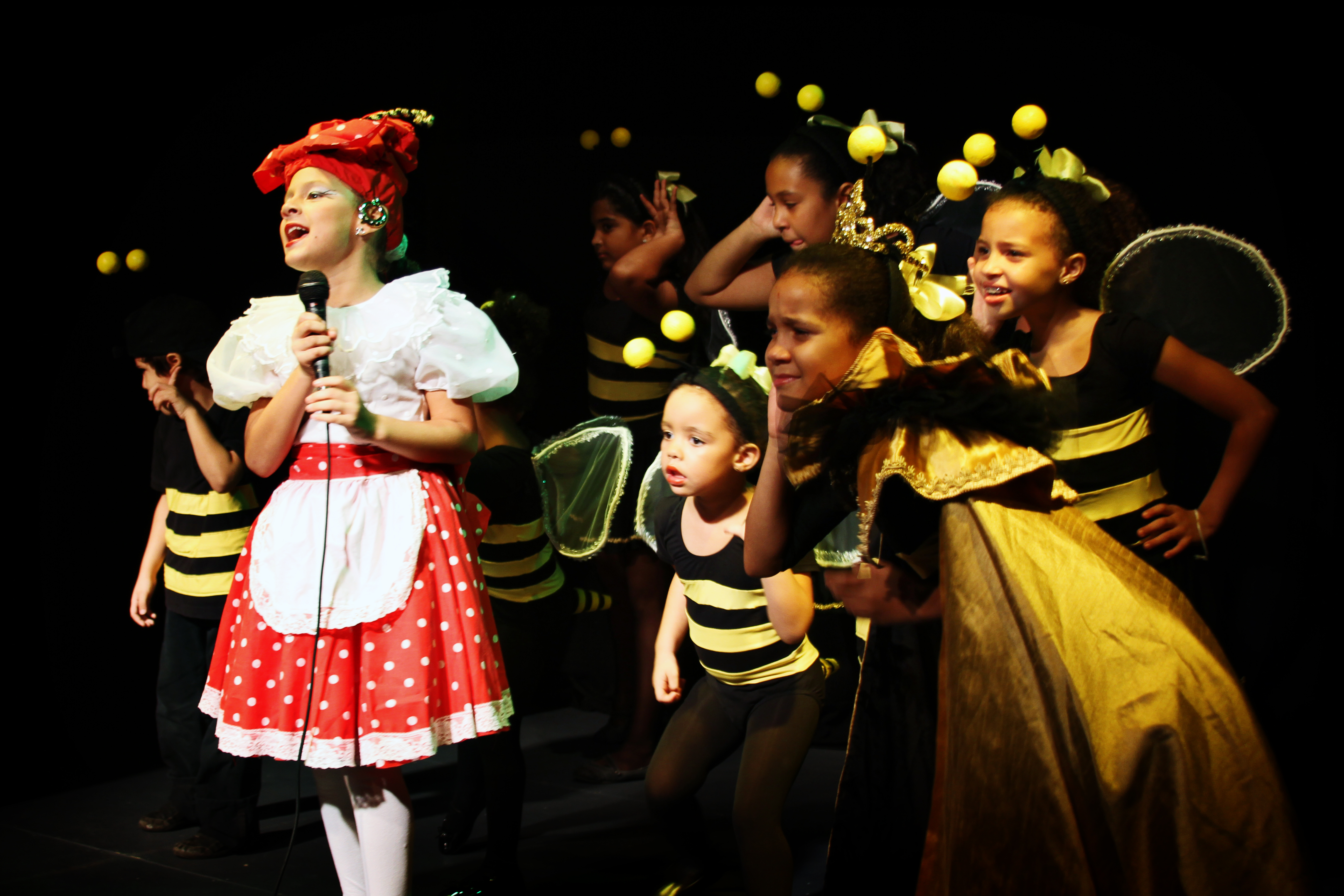
Companyia de teatre infantil "La Colmenita RD" (Cuba).

Teatre infantil fa referència a tres tipus d'obres en el camp de la dramatúrgia: els textos escrits per nens i adolescents; els escrits per a ells o teatre per a nens i els que la tradició literària ha considerat adequats per a ells.

## Modalitats
Teatre per a nens per interiorització: 
es tracta d'obres creades especialment per al nen, tenint en compte les condicions de la cultura infantil, operant el nen com a espectador implícit.
Teatre per a nens per apropiació: 
són les obres creades sense tenir en compte al públic infantil, però que són adoptades pels nens, per un fenomen de recepció, com el cas dels viatges de Gulliver de Jonathan Swift, o El Quixot de la Manxa de Miguel de Cervantes Saavedra.

## Mercat editorial

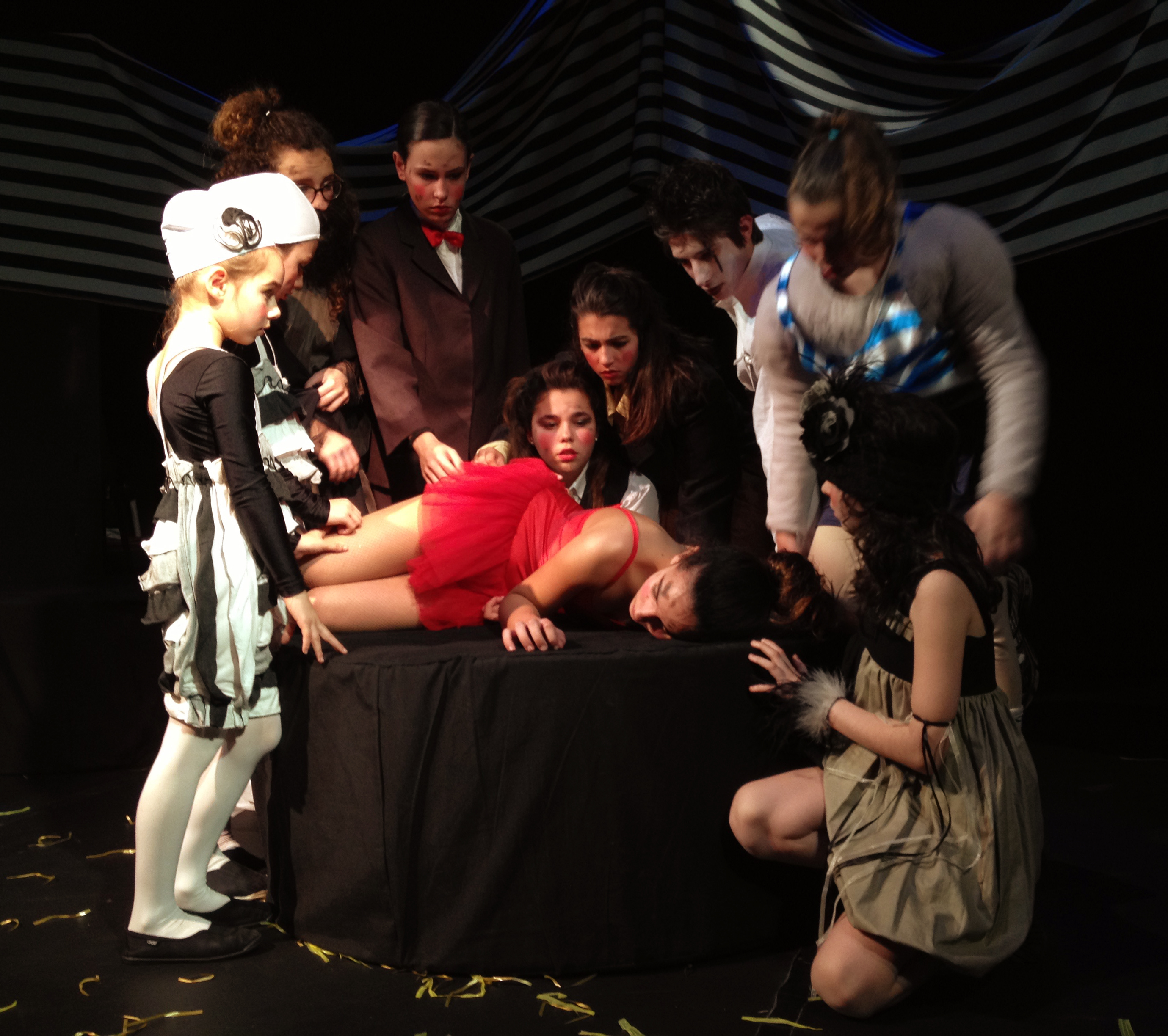
Teatre juvenil pel col·lectiu Dinàmica Teatral, guanyadors del "Aprenent de bufó" en el "VI MUTIS" de Barcelona.

Al mercat literari suposa, actualment, una producció secundària, a molta distància de la narrativa i per sota també de la poesia infantil; per atenció crítica també ocupa el tercer lloc de la tríade de gèneres.
En general, els textos es troben en col·leccions especialitzades d'editorials també especialitzades; els tiratges són curts i les reedicions, escasses. A Espanya, algunes de les editorials que publiquen teatre per a nens són: CCS (que compta amb les col·leccionis "Galeria de l'Unicorn" i "Escena i Festa"), ASSITEJ-Espanya (Teatre), Edicions de la Torre ("Alba i Maig Teatre"), etc. A més, algunes generalistes espanyoles, com Everest (que compta amb les col·leccionis "Muntanya Encantada - Seriï Teatre" i "Punt de Trobada - Teatre") o Anaya (col·lecció "Sopa de Llibres Teatre"), ho inclouen en la seva producció per a instituts; justament en els instituts d'ensenyament secundari és on és més freqüent trobar tallers de teatre representats (i més rarament, escrits) pels mateixos adolescents.
A més de les col·leccions tradicionals impreses, la cultura cibernètica permet accedir lliurement a textos teatrals per a nens a través d'Internet, gràcies a pàgines com les del Portal de Literatura Infantil i Juvenil o del Portal de l'Associació d'Autors de Teatre, tots dos de la Biblioteca Virtual Miguel de Cervantes.

## Teatre per a nens a Espanya
Són molts els autors de teatre per a adults que han escrit igualment teatre per a nens. Entre ells es troben: Jacinto Benavente (El príncep que tot ho va aprendre en els llibres), Alejandro Casona (Retaule jovial, Pinotxo i Blancaflor), Federico García Lorca (La nena que rega l'alfàbrega i el príncep preguntón), Lauro Olmo (qui va escriure al costat de la seva companya, Pilar Enciso: La maquinita que no volia xiular, El lleó enamorat, El raterillo), Alfonso Sastre (El circulito de guix), Carlos Muñiz, Carmen Conde, Ana María Matute, Montserrat de l'Amo, etc.
A aquests noms es poden afegir els de especialistes en dramatúrgia infantil i juvenil com: Jesús Campos García, Ignacio del Moral, Alberto Miralles, Juan Manuel Gisbert, Luis Matilla, Fernando Merlet, Juan Luis Mira, Tomás Afany, Fernando Lalana, entre molts altres.